# Aeritalia G.222
Алениа G.222 (раније Фиат G.222) је италијански двомоторни турбоелисни транспортни авион.

## Пројектовање и развој
Настао је на основу захтева НАТО-а с почетка шездесетих година прошлог века за тактички транспортни авион са СТОЛ (скраћено узлетање и слетање) карактеристикама. Пројекат је водила италијанска компанија Фиат, која је предложила неколико решења. Најједноставнији од ових предлога привукао је пажњу италијанских оружаних снага и они су 1968. наручили 2 прототипа G.222 без кабине и товарног простора под притиском.
Први од ових прототипова је први пут полетео у јулу 1970. Верзије трупа без притиска имају одличне карактеристике полетања са кратком писти и способне су да раде са травнатих и неасфалтираних површина. Авион има товарна врата и интегрисану утоварну рампу која се налази у задњем делу трупа. Висина машине је подесива на тлу, за боље карактеристике руковања приликом утовара или истовара.
У његову производњу била је укључена већина италијанских произвођача авиона и авио компонената. Производња G.222 је подијељена на различите компаније: конструкција трупа је изведена у Напуљу, средишњи пресек крила је произвео Piaggio , панеле крила је направио Macchi, репне површине је израдио SIAI-Marchetti, гондоле мотора ИАМ, а мотори Т64 су били по лиценци произвођача Alfa Ромео и Фиат. Oд 1990. године производња авиона G.222 је била под контролом конзорцијума компанија Алениа Аеронаутица. Први произведени авион је први пут полетео крајем 1975. године, а испоруке су почеле 1976. године.

## Технички опис
Авион Алениа G.222 је типичан транспортни авион са високим крилима, два турбоелисна мотора и утоварном рампом за утовар терета. Теретни простор је пројектован тако да се у њега могу сместити стандардне палете, до максималне тежине терета 9.000 kg., ваздушни систем за операције спасавања и платформу за падобранце са стране.
Труп авиона је округлог попречног пресека, монокок потпуно металне конструкције. Има пространи товарни простор и врата на крају трупа са утоварном рампом. Са стране трупа има бочна врата и округле прозоре. На поду товарног простора уграђене су ролнице за лакши пренос и манупулацију терета при утовару и истовару као и систем за везивање и причвршчавање терета у теретној кабини (135 тачака причвршћивања). На бочним странама се налазе клупе за смештај падобранаца за време лета. На кљуну авиона се налази кабина за два пилота и остале чланове посаде.
Погонска група се састоји од два крилна мотора турбо проп са трокраким металним елисама променљивог корака. У серијски произведене авионе су уграђивани General Electric T64-GE-P4D turboprop мотори снаге 2.535 kW. За авионе који су прављени за Либијску Џамахирију уграђивани су Rolls-Royce-Tyne-Turboprops мотори.
Крила су једноделна, металне конструклције са четири рамењаче и оплатом од ал-лима. Трапезног су облика са гондолама испод за смештај мотора. Крила су опремљена елеронима и закрилцима конструкције као и крило. Кроз крила су провучене све неопходне инсталације а између рамењача од трупа до мотора су смештени самозаптивни резервоари за гориво. Авион је опремљен системом за пуњење горивом у лету.
Репне површине су класичне: један велики вертикални стабилизатор са кормилом правца, два хоризонтална стабилизатора са кормилима дубине. Сви елементи репа су металне конструкције са облогом од ал-лима. Реп овог авиона је доста издигнут у односу на труп, како не би сметао задњим вратима трупа са утоварном рампом.
Стајни трап је система трицикл: једна (управљачка) нога испод кљуна авиона са удвојеним точковима и на средини трупа се налазе четири ноге са великим точковима који су у стању да приме сво оптерећење потпуно оптерећеног авиона и све неравнине полетно слетних стаза које користи овај авион при слетању и полетању. Точкови су опремљени кочницама а ноге стајног трапа уљним амортизерима. У току лета предња нога се увлачила у труп авиона а главне ноге су смештане у бисаге са стране трупа тако да је на тај начин повећан размах између точкова што је добро за стабилност авиона при слетању и полетању а и приликом кретања по неравном тлу. Друга корист је што точкови не умањују запремину товарног простора.

## Верзије
- G.222TCM - почетна ознака, два прототипа за италијанско ваздухопловство(АМ).
- G.222A - стандардна транспортна верзија за (АМ).
- G.222RM - радио/радарски калибрациони авион.
- G.222SAA - ватрогасац опремљен за избацивање воде или хемикалија за успоравање пожара (4 ком за АМ).
- G.222T - верзија коју покреће Роллс-Роице Тине за либијско ваздухопловство. Понекад се означава као G.222L.
- G.222VS - "специјална верзија" ECM верзија - (2 ком. за АМ). Понекад се означава као G.222GE.
- C-27A Spartan - десет G.222 продато Ваздухопловствu Сједињених Држава (USAF). Ово је (1995) модернизовани авион са моторима Rolls-Royce AE 2100 и шестокраким ("вентилатор") елисама од композитних материјала, дигитализованом авиоником, повећаном носивошћу од 11.500 kg./60 војника /46 падобранаца. Повећана му је максимална брзина на 602 km/h и долет на 5.926 km[3].
- C-27J Spartan - Погледајте Алениа C-27J Spartan.

## Оперативно коришћење
Авион G.222 је један од ретких транспортних авиона који могу да изводи лупинге и друге невероватне маневре, као што је лет брзином од 90 km/h са отвореним вратима за терет. Ако је празан, авиону је потребно да се заустави само 300 m након слетања. Све су то биле "звездице" које су омогућавале лакшу одлуку купаца за овај авион.
Укупно је произведено 111 примерака ових авиона. Први наручени авион испоручен је у Дубаи. Величина наруџбе италијанског ратног ваздухопловства укључивала је 46 јединица у различитим верзијама, а још 5 је наручило италијанско Министарство цивилне одбране. Авион је направио веома добар комерцијалан успех. Извезен је у 12 земаља. У неким земљама још увек лети. Авион је нашао и војну и цивилну примену.

## Земље које су користиле авион
| - Авганистан - Аргентина - Уједињени Арапски Емирати - Италија - Либија - Нигерија | - Перу - Сомалија - САД - Тајланд - Тунис - Венецуела |